# Henry Comte
Henry Philip Comte Velásquez (13 de marzo de 1971) es un abogado, empresario y servidor público guatemalteco, que fungió como magistrado suplente de la Corte de Constitucionalidad de Guatemala durante el período constitucional 2016-2021. Como abogado, su labor ha sido reconocida por medios internacionales como Chambers and Partners Best Lawyers y The Legal 500.

## Biografía

### Primeros años y estudios
Comte nació el 13 de marzo de 1971. Luego de finalizar sus estudios básicos en el Colegio Americano de Guatemala en 1989, se graduó como Licenciado en Ciencias Jurídicas y Sociales, Abogado y Notario en la Universidad Francisco Marroquín de la Ciudad de Guatemala en 1998. A comienzos de la década de 2000 se trasladó a España para continuar su formación académica, realizando estudios de Postgrado en Derecho Mercantil, Constitucional y Parlamentario en la Universidad de Salamanca entre 2003 y 2006. Regresando a su país, en 2009 finalizó una Maestría en Propiedad Intelectual en la Universidad de San Carlos de Guatemala y tres años después una Maestría en Derecho y Finanzas en su alma mater, la Universidad Francisco Marroquín. En 2013 realizó el programa Minor in Entrepreneurship de la Universidad Tulane de Nueva Orleans.

### Carrera
Luego de obtener su título de pregrado en 1998, Comte se convirtió uno de los socios fundadores y director de la firma de abogados Legalsa en el año 2000, también conocida como Comte & Font. Desde entonces, la firma se ha especializado en las áreas de resolución de conflictos, derecho bancario, financiero, de propiedad intelectual e inmobiliario, participando en casos de relevancia local e internacional.
Además de su vinculación con Legalsa, Comte oficia desde 2011 como director del Consejo de Administración de la Compañía Agrícola Industrial Santa Ana (más conocida como Ingenio Santa Ana), desde 2013 como miembro de la Junta Directiva de la compañía petrolera Blue Oil y desde 2008 como miembro fiduciario de la entidad privada sin ánimo de lucro FUNDESA. Comte es miembro de las fundaciones Patrimonio Cultural y Natural Maya, Ayúdame a Vivir y FUNJESÚS, y de las instituciones International Trademark Association e Instituto Guatemalteco de Derecho Procesal Civil, entre otras.
En marzo de 2016, el presidente de Guatemala Jimmy Morales lo nombró magistrado suplente de la Corte de Constitucionalidad mediante Consejo de Ministros ejerció su cargo desde abril de 2016 hasta que venció su período en ese mes de 2021.

## Premios y reconocimientos
- Abogado líder en resolución de conflictos, Chambers and Partners (de 2011 a 2018)[2]
- Abogado líder en resolución de conflictos corporativos, The Legal 500 (2015)[4]
- Abogado del año en derecho administrativo, Best Lawyers (2019-2020)[3]

## Publicaciones
- Impacto jurídico del artículo 18 del decreto 32-96 del Congreso de la República[14]